# آب‌نبات‌چوبی (ترانه فرانس گال)
«آب‌نبات‌چوبی» (فرانسوی: Les sucettes‎) یک ترانهٔ پاپ است که با آهنگسازی سرژ گنزبور است که فرانس گال آن را در سال ۱۹۶۶ اجرا کرد.
با آنکه موضوع ترانهٔ دربارهٔ دختری به نام «آنی» و علاقهٔ او به آب‌نبات‌چوبی‌های با طعم بادیان رومی است، اما در آن حرف‌های دوپهلو و کنایه‌های جنسی متفاوتی وجود دارد، از جمله بخشی که به آمیزش جنسی دهانی اشاره می‌کند. گال گفته‌است که هنگام ضبط آن در ۱۸ سالگی، متوجهٔ معنای دوگانه این آهنگ نشده بود. به گفته گال، او متوجه نشد که چرا ویدئو کلیپ این ترانه، بازدیدکنندگان زیادی را به مجموعه جذب کرد.
گفته می‌شود که گال پس از اینکه در نهایت، حقیقت را در مورد معنای دوگانه این ترانه می‌فهمد، بسیار ناراحت می‌شود - «شرمسار، هفته‌ها خود را پنهان کرده، از رویارویی با دیگران امتناع می‌کند». گال گفت که ترانه‌های گنزبور را «با معصومیتی که به آن افتخار می‌کنم» خوانده‌است «...[اما] از این که فهمیدم گنزبور از این موقعیت به نفع خود استفاده کرده و مرا تحقیر کرده‌است، ناراحت شدم.»
در یک مصاحبه تلویزیونی در سال ۲۰۰۱، گال گفت که احساس می‌کند «بزرگسالان اطرافم به من خیانت کرده‌اند.»
سرژ گنزبور در مصاحبه‌ای با مجله «راک و فولک» گفت این آهنگ را «بی‌پرواترین آهنگ قرن» می‌داند.